# کواک جائه-یو
کواک جائه-یو (انگلیسی: Gwak Jae-u؛ ۱ ژانویهٔ ۱۵۵۲ – ۱ ژانویهٔ ۱۶۱۷) سیاستمدار در تهاجم ژاپن به کره (۱۵۹۸–۱۵۹۲) اهل پادشاهی چوسان بود.